# Hyena jeskynní
Hyena jeskynní či hyena skvrnitá jeskynní (Crocuta crocuta spelaea) je vyhynulý poddruh hyeny skvrnité. Žila v širokém pásu území od Pyrenejského poloostrova po východní Sibiř. Do Eurasie se dostala migrací z Afriky ve třech hlavních vlnách (asi před 3,1 až 0,3 miliony lety). Je to poměrně dobře prozkoumaný živočich, který je znám z mnoha fosilních nálezů, především z různých jeskyň. Podobně jako hyena skvrnitá v Africe se i tento poddruh živil jak aktivním lovem, tak mrchožroutstvím. Hyeny žily v klanech či smečkách a díky tomu dokázaly ulovit i takovou kořist jako byl srstnatý nosorožec, bizon pravěký, mladý mamut a divoký kůň. Byla to poměrně mohutná šelma, která dosahovala hmotnosti i přes 100 kg. K jejímu vymizení došlo někdy na konci poslední doby ledové a shoduje se s vymřením mnoha dalších druhů pleistocenní megafauny.
Taxonomie není zcela vyjasněná, proto někteří vědci považují hyenu jeskynní nikoliv za poddruh, ale za samostatný druh Crocuta spelaea. Fylogenetické zkoumání se nepřiklání k ani jedné variantě.